# Distrito de Mogilno
Mogilno (polaco: powiat mogileński) es un distrito (powiat) del voivodato de Cuyavia y Pomerania (Polonia). Fue constituido el 1 de enero de 1999 como resultado de la reforma del gobierno local de Polonia aprobada el año anterior. Limita con otros cinco distritos: al noroeste con Żnin, al nordeste con Inowrocław, al sur con Konin y Słupca y al oeste con Gniezno; y está dividido en cuatro municipios (gmina): dos urbano-rurales (Dąbrowa y Jeziora Wielkie) y dos rurales (Mogilno y Strzelno). En 2011, según la Oficina Central de Estadística polaca, el distrito tenía una superficie de 675,12 km² y una población de 46 883 habitantes.